# Domblans
Domblans é uma comuna francesa na região administrativa de Borgonha-Franco-Condado, no departamento de Jura. Estende-se por uma área de 14.86 km². Em 2010 a comuna tinha 1 260 habitantes (densidade: 84,8 hab./km²).
Em 1 de janeiro de 2019, incorporou a antiga comuna de Bréry ao seu território.